# Alasmidonta robusta
Alasmidonta robusta era una especie de molusco bivalvo  de la familia Unionidae.

## Distribución geográfica
Era endémica de los Estados Unidos.